# Betta ferox
Betta ferox är en fiskart som beskrevs av Anton Karl Schindler och Schmidt 2006. Betta ferox ingår i släktet Betta och familjen Osphronemidae. Inga underarter finns listade.